# Замітки про демократію
«Замітки про демократію» (англ. Notes on Democracy) — книга американського журналіста, сатирика, культурного критика Генрі Менкена 1926 року.
Початковий наклад становив лише 235 примірників; ще одне видання було надруковане пізніше, у 1926 році. Книга продовжує виходити кілька перевидань, зокрема, у 2008 та 2012 роках.

## Короткий зміст та вплив
«Замітки про демократію» — це критика демократії . Книга поділяє політичних лідерів на дві категорії: демагог, який «проповідує доктрини, які, як він знає, є неправдивими, людям, яких він вважає ідіотами», і демагог, «який слухає те, що говорять ці ідіоти, а потім робить вигляд, що він у це вірить сам». Менкен зображує політиків як «людей, які продали свою честь за свою роботу». 

## Сприйняття
Написання для The Saturday Review of Literature Уолтер Ліппман описав книгу як «величезну полеміку», яка «руйнує, роблячи її смішною та немодною, демократичну традицію американських піонерів» і порівнює «Замітки про демократію » із «Суспільним договором» Жана– Жака Руссо, але Ліппман також критикує Менкена, кажучи: «Головна слабкість книги, як книги ідей, виникає через цей наївний контраст у розумі пана Менкена між жахливою реальністю, яку він знає, і чудовим суспільством, яке він собі уявляє». 

## Зовнішні посилання
- Повний текст Notes on Democracy в Інтернет-архіві
- </img>Аудіокнига